# St-Martin (Malesherbes)

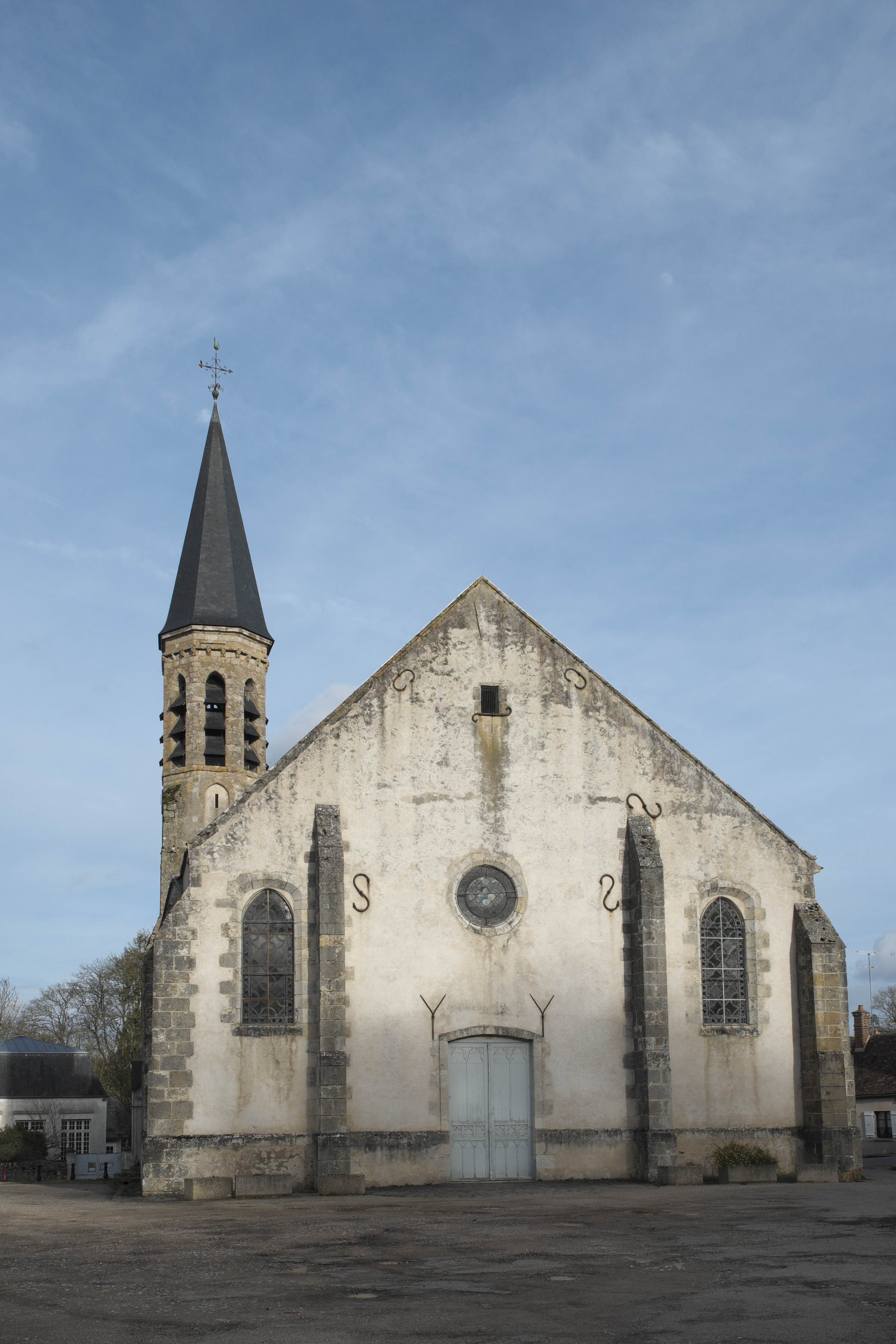
Pfarrkirche Saint-Martin, Westfassade

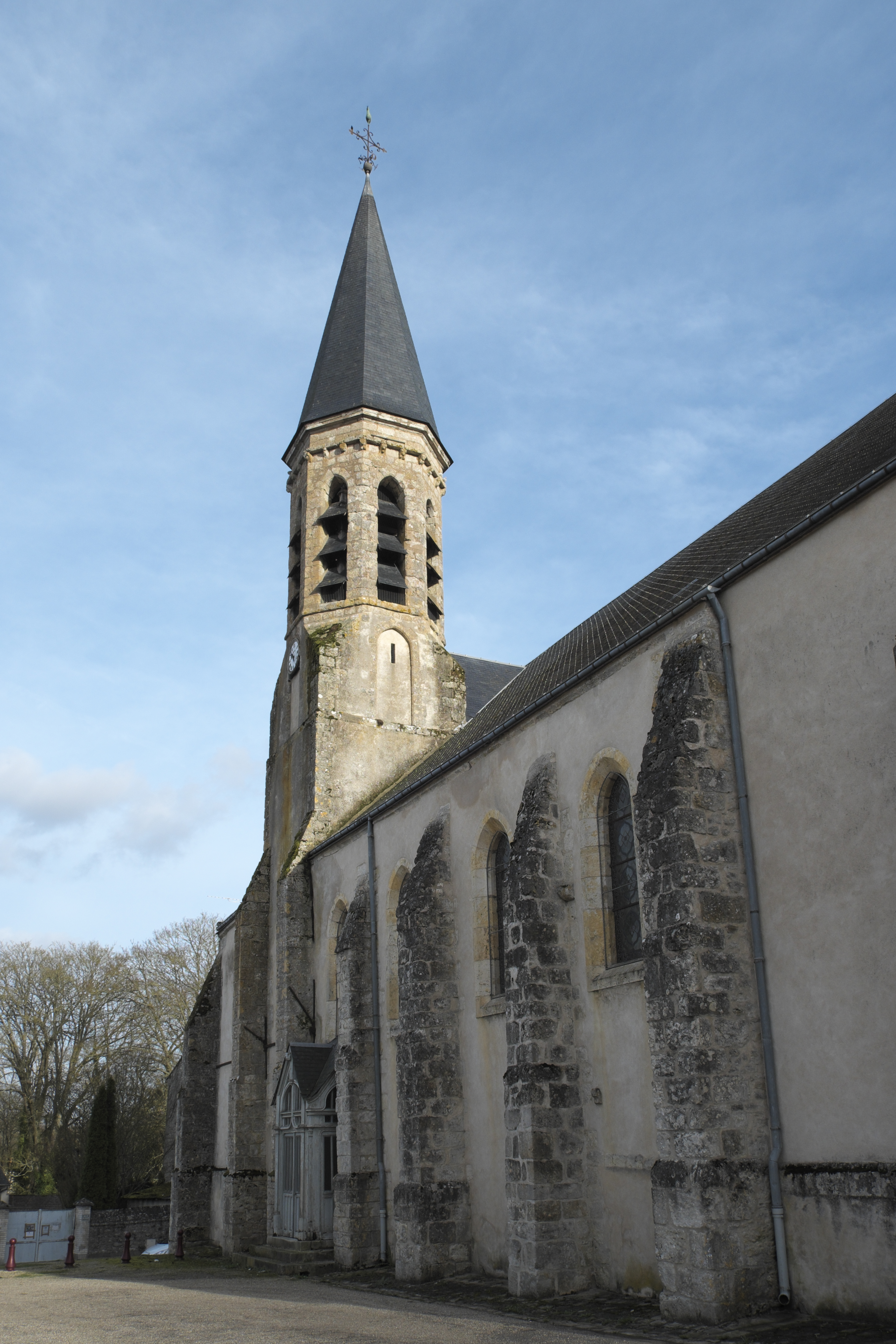
Nordseite und Glockenturm

Saint-Martin ist die katholische Pfarrkirche von Malesherbes, einer ehemaligen Gemeinde im Département Loiret in der französischen Region Centre-Val de Loire. Sie geht in ihren ältesten Teilen auf das späte 12. oder frühe 13. Jahrhundert zurück. Ihre noch maßwerklosen Spitzbogenfenster weisen sie als ein Werk der Frühgotik aus. Da sie über ihren Seitenschiffen weder Emporen noch Triforien hat, entzieht sie sich der in Frankreich üblichen Unterscheidung zwischen Gothique primitif und Gothique classique. In der Kirche wird eine mit Liegefiguren skulptierte Grabplatte aus dem 13. Jahrhundert und eine Grablegungsgruppe aus der Zeit um 1500 aufbewahrt. Im Jahr 1926 wurde die Kirche als Monument historique in die Liste der Baudenkmäler in Frankreich aufgenommen.

## Geschichte
Eine Pfarrei bestand bereits im 9. Jahrhundert. Sie wird im Kopialbuch der Benediktinerabtei Saint-Julien in Tours im Zusammenhang mit der Bestätigung einer Schenkung im Jahr 886 durch Karl den Dicken erwähnt. Der Ort hieß ursprünglich Soisy und unterstand dem Domkapitel der Kathedrale von Tours. 1226 gelangte Soisy in den Besitz der Herren von Bois-Malesherbes und trug von da an bis zur Französischen Revolution den Namen Soisy-Le Bois-Malesherbes.
Nach den Verwüstungen im Hundertjährigen Krieg musste die Kirche fast vollständig wieder aufgebaut werden. An die Südseite wurden die Marienkapelle und die Sakristei angebaut. Im Jahr 1540 fand die Weihe der Kirche mit dem Patrozinium des heiligen Martin statt. Während der Religionskriege erlitt die Kirche in den Jahren 1563 bis 1589 erneut größere Schäden.
Bis ins Jahr 1757 war die Kirche noch von einem Friedhof umgeben. Er musste verlegt werden, als der damalige Grundherr Guillaume de Lamoignon de Blancmesnil, Kanzler von Frankreich und Vater von Chrétien-Guillaume de Lamoignon de Malesherbes (1683–1772), das südliche Seitenschiff erweitern ließ. Zwischen 1867 und 1870 wurden größere Fenster durchgebrochen und Bleiglasfenster eingebaut.

## Architektur

### Außenbau

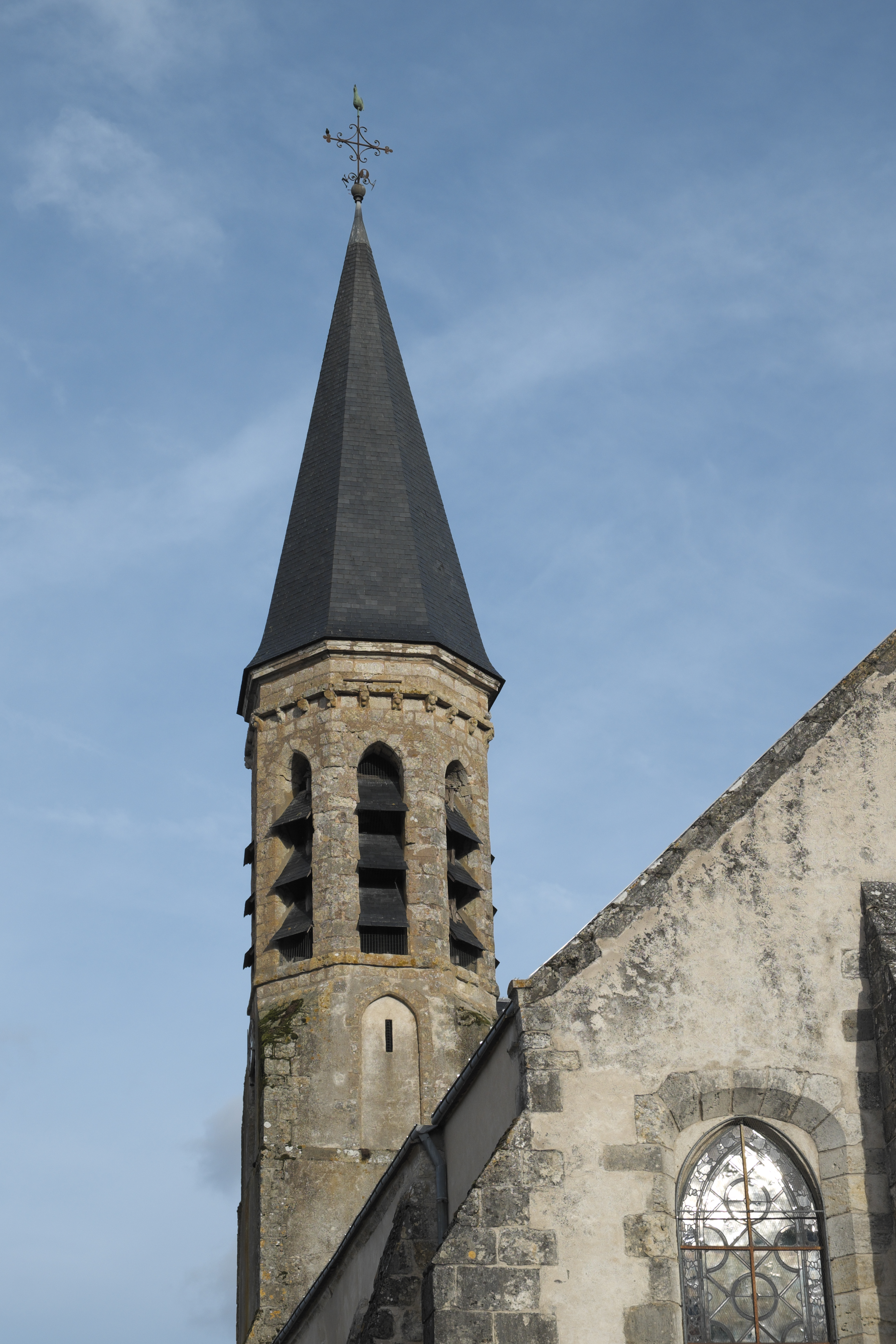
Glockenturm

Aus der ersten Bauphase stammen das Mittelschiff, das nördliche Seitenschiff und das quadratische Untergeschoss des Glockenturms. Die Außenmauern der Kirche gliedern massive Strebepfeiler. Am Unterbau des Turms sind auf drei Seiten Spuren noch rundbogiger Fensteröffnungen zu erkennen. Der unverputzte, oktogonale Aufbau wurde im 19. Jahrhundert erneuert. Er wird von einem Spitzhelm bekrönt, unter dem ein Gesims mit skulptierten Kragsteinen verläuft.

### Innenraum
Das dreischiffige Langhaus wird von einem Kreuzrippengewölbe gedeckt. Ein Mittelschiffsjoch hat jeweils die Länge zweier Seitenschiffsjoche (sogenanntes gebundenes System). Die Höhenlagen der Gewölbe von Mittelschiff und Seitenschiffen überlappen sich nur wenig, sodass das Langhaus sich noch als Staffelhalle oder schon als Pseudobasilika einordnen lässt. Die spitzbogigen Mittelschiffarkaden ruhen abwechselnd auf Säulen und Pfeilern mit Säulenvorlagen. Die Säulen sind wie die Pilaster, auf denen die Gurtbögen der Seitenschiffe aufliegen, mit Blatt- und Knospenkapitellen verziert. Das Schiff mündet im Osten in einen gerade geschlossenen Chor. Die Empore im Westen wurde im 19. Jahrhundert eingebaut.

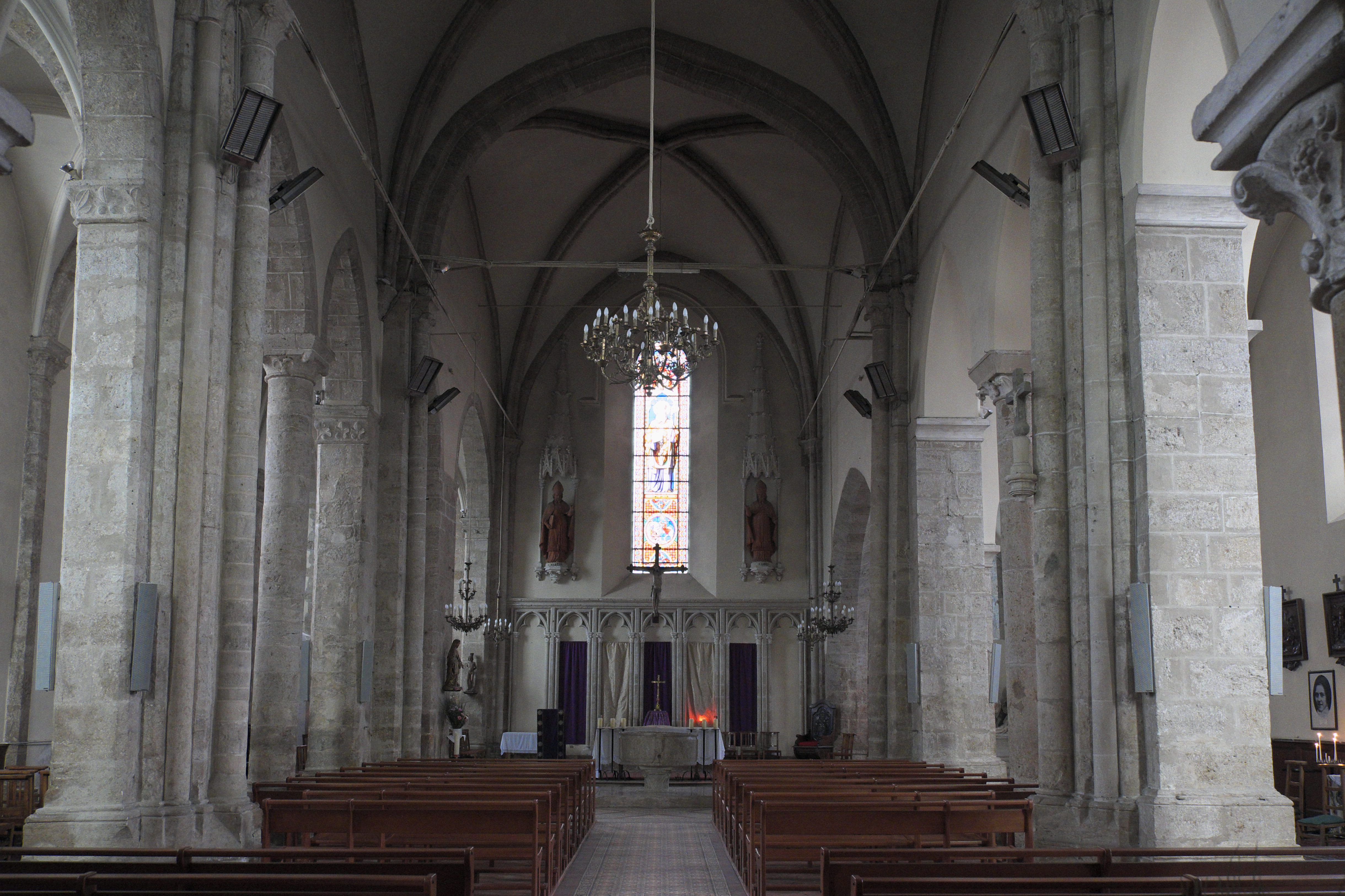
Mittelschiff
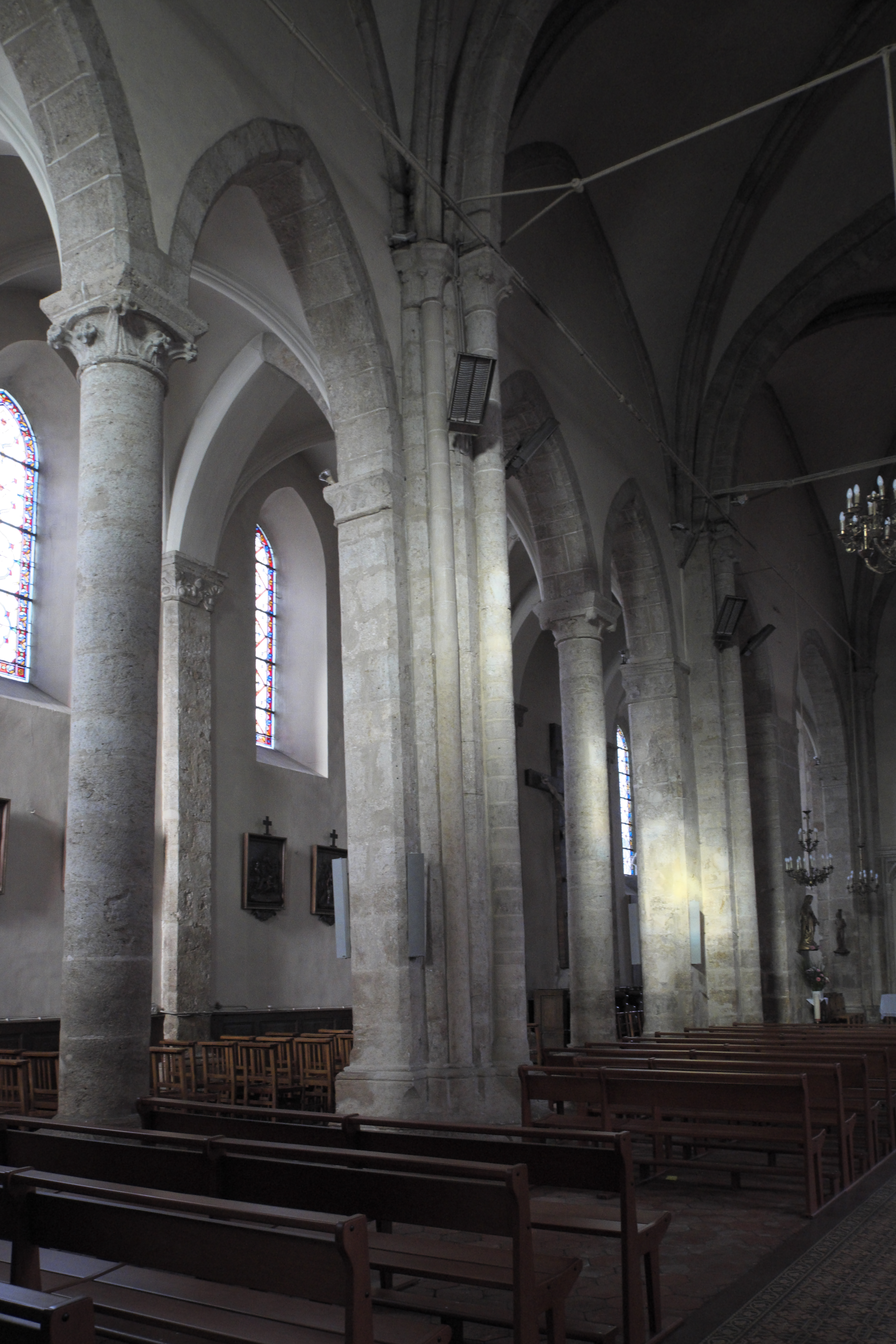
Mittel- und nördliches Seitenschiff
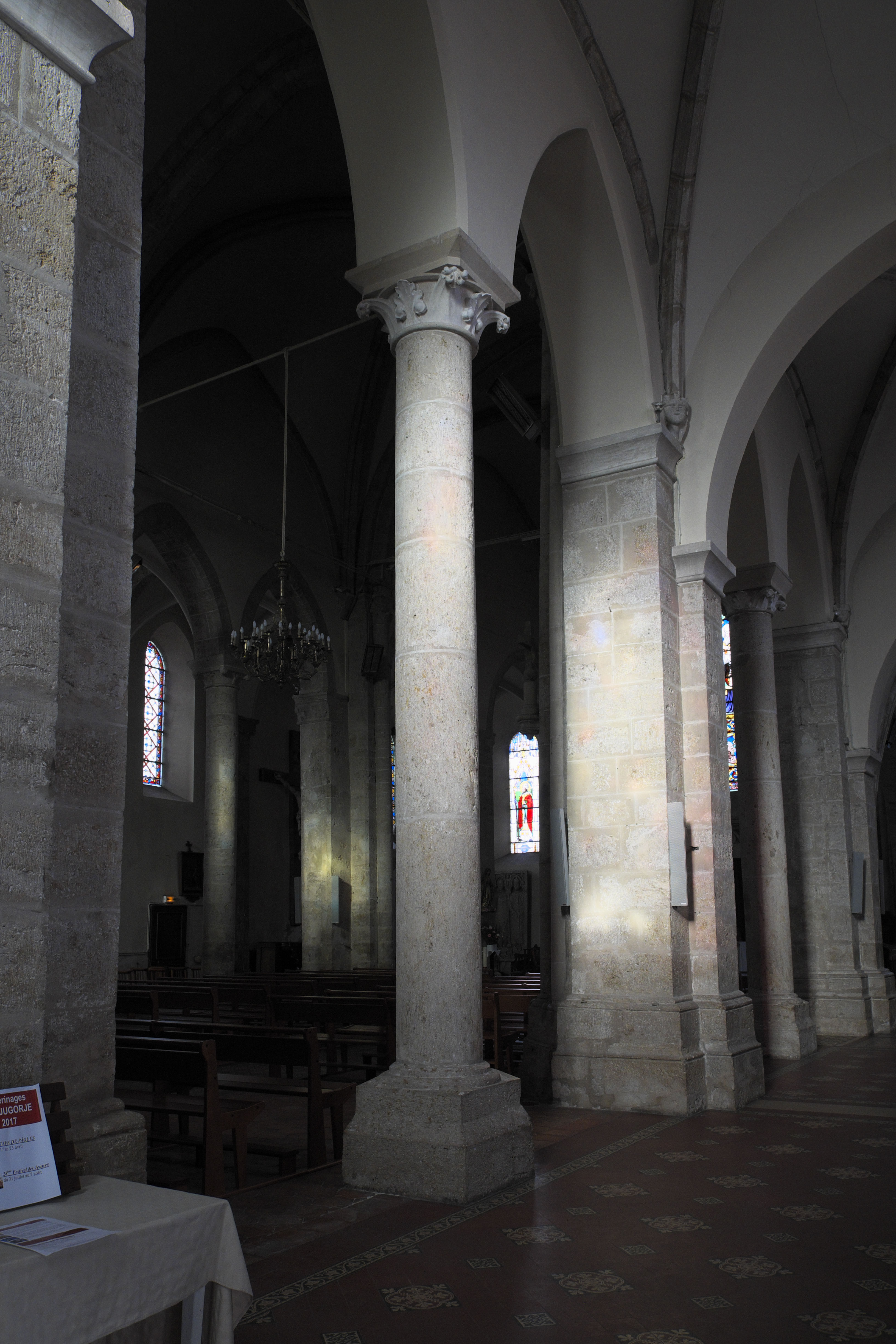
Säule mit Knospenkapitell

## Bleiglasfenster
Das Bleiglasfenster im Chor stellt den Schutzpatron der Kirche, den heiligen Martin, dar. Im nördlichen Seitenschiff ist der Kirchenvater und Klostergründer, der heilige Augustinus, dargestellt. Das Fenster im südlichen Seitenschiff mit der Darstellung der Heiligen Familie trägt die Signatur „GIOT-LOBIN PARIS & TOURS“.

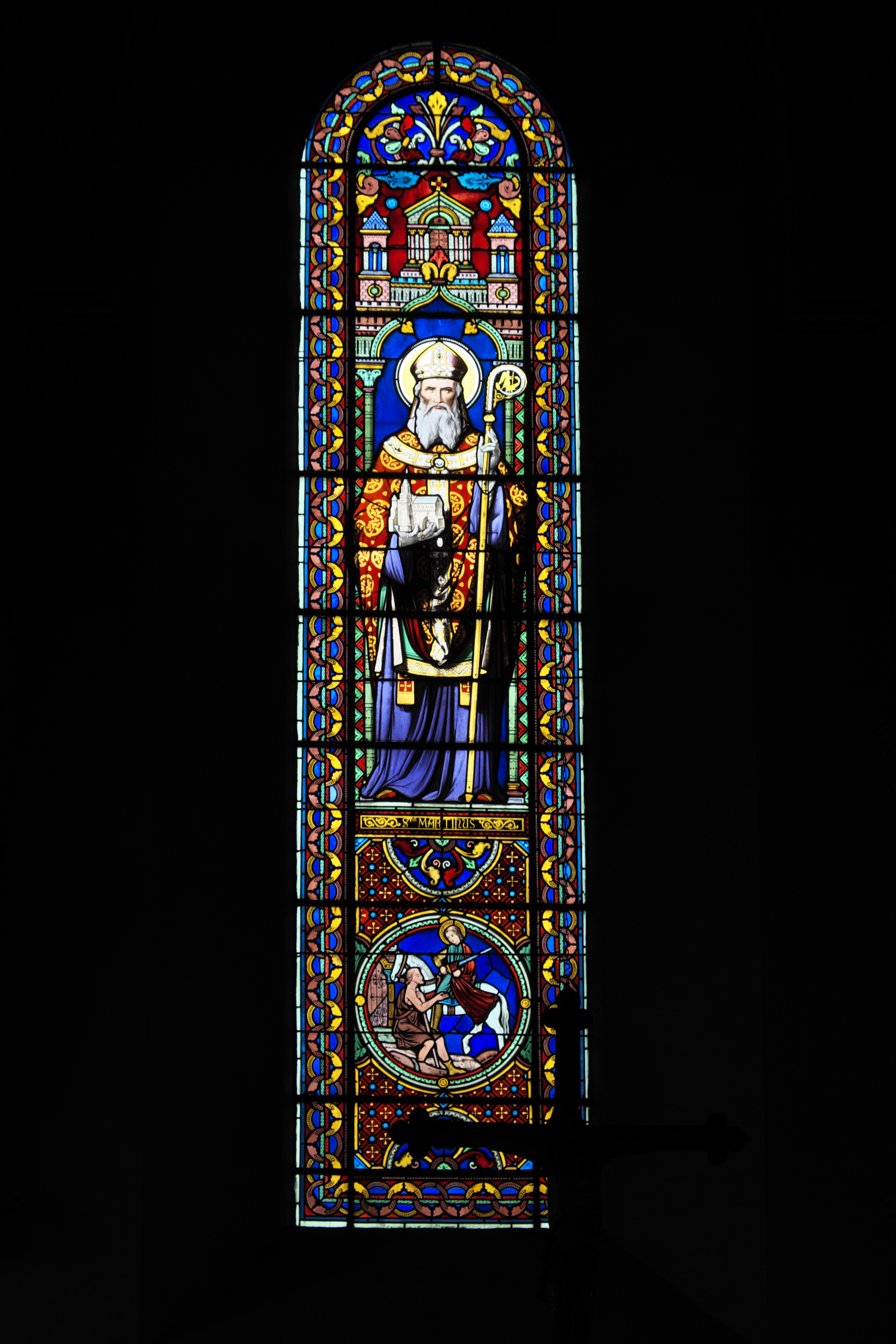
Heiliger Martin
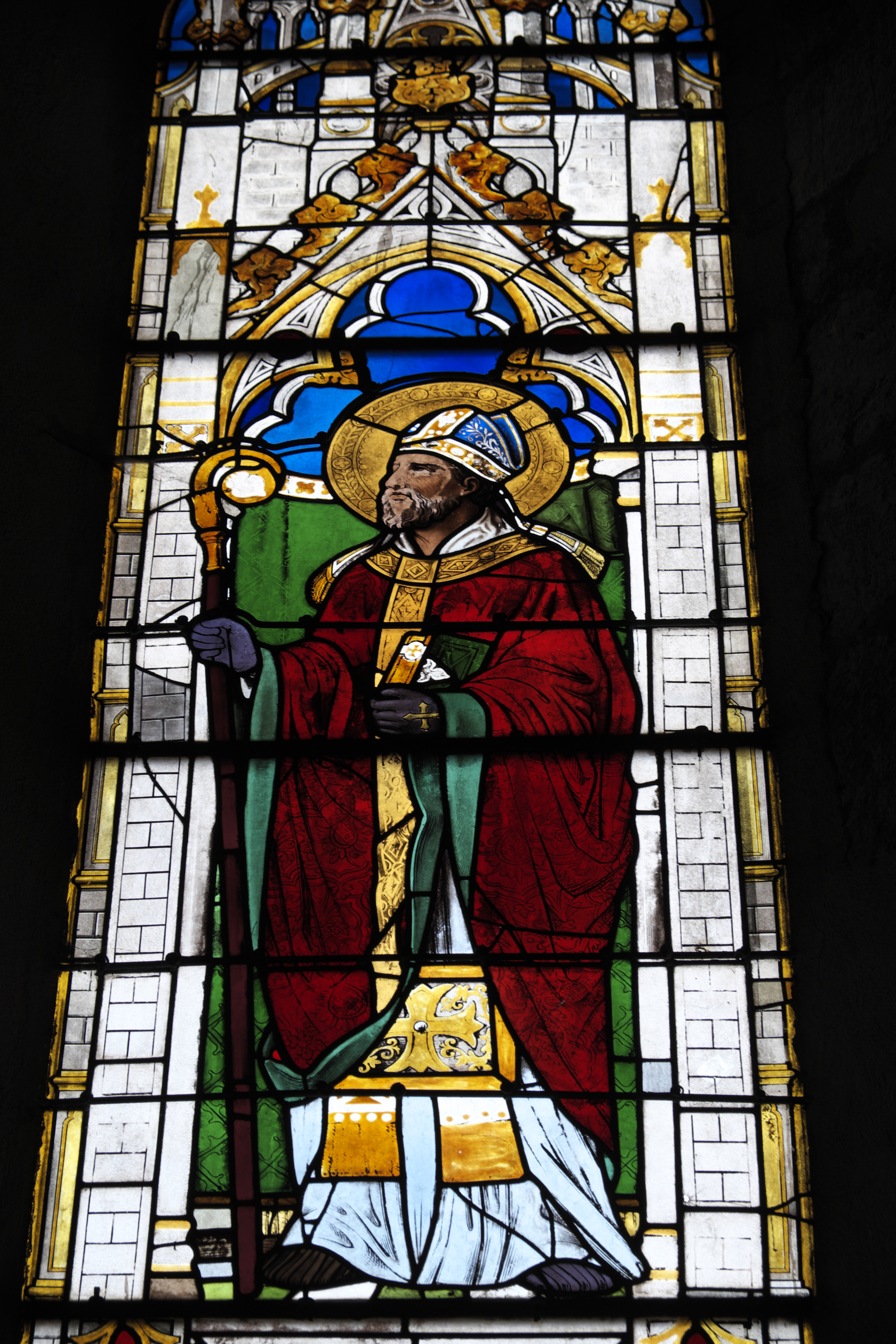
Heiliger Augustinus
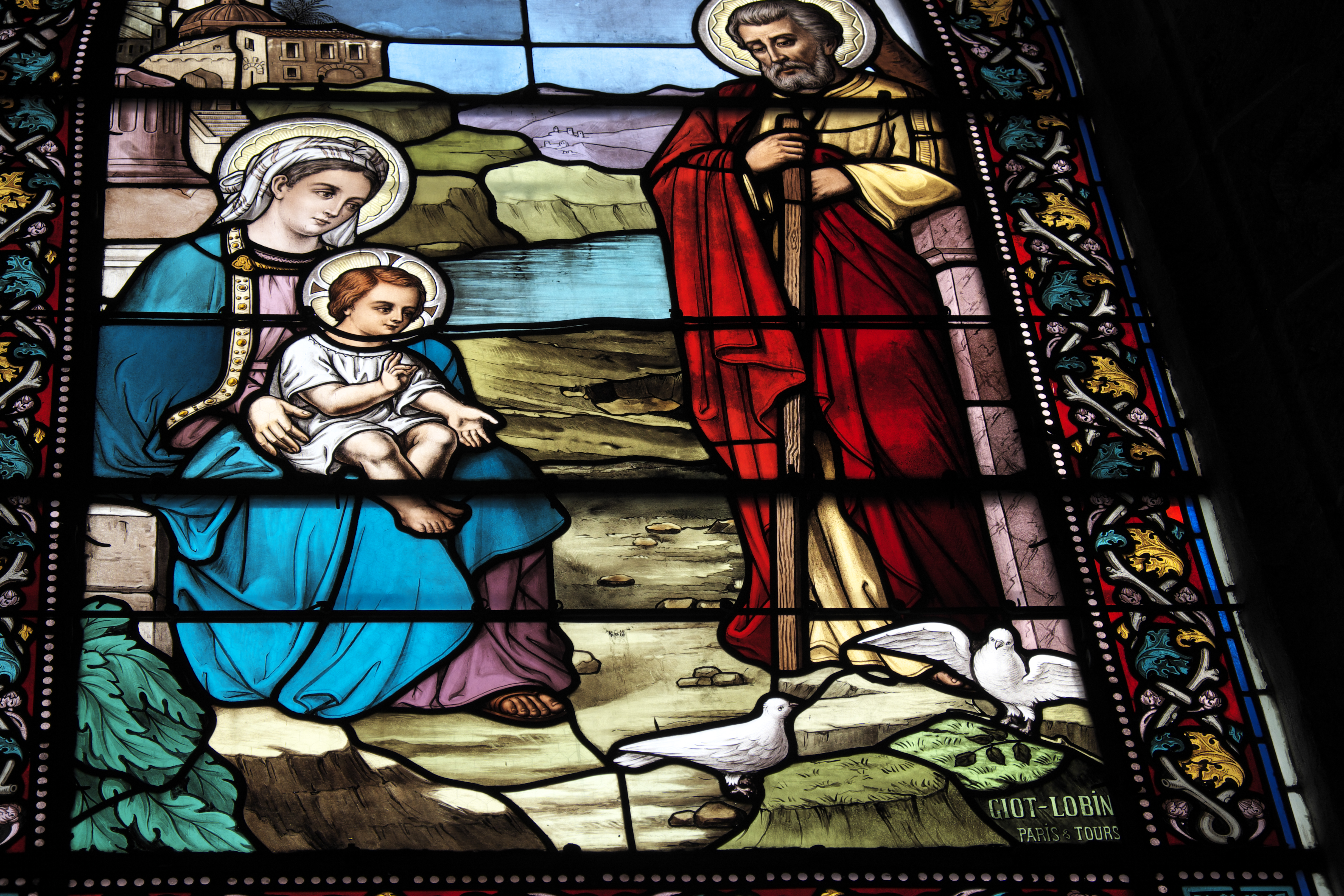
Heilige Familie

## Grabplatte aus dem 13. Jahrhundert

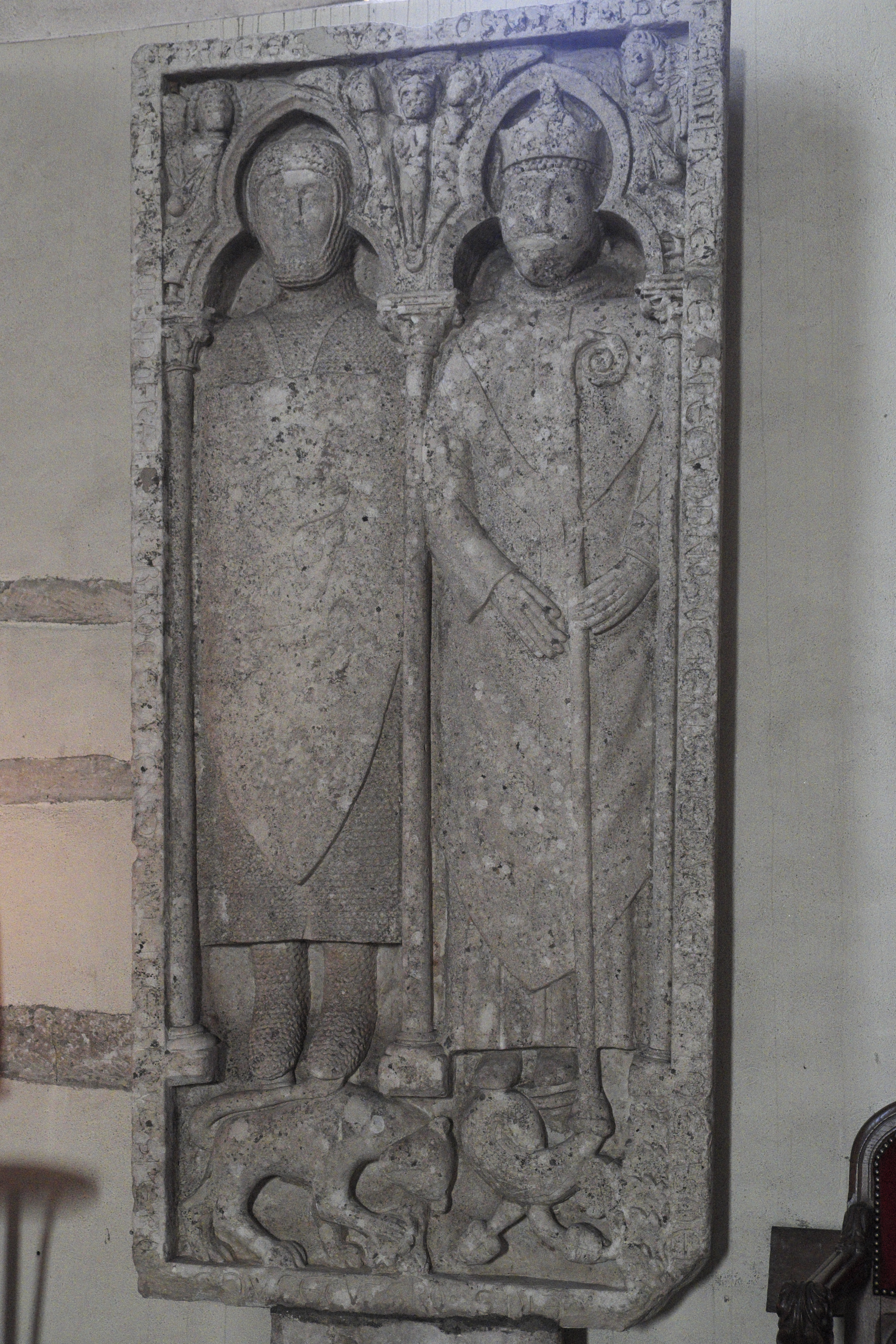
Grabplatte

Im nördlichen Seitenschiff wird eine Grabplatte aus dem 13. Jahrhundert aufbewahrt. Sie stammt aus der 1821 abgebrochenen Pfarrkirche von Trézan, einem Weiler, der heute zu Malesherbes gehört. Auf der Grabplatte sind zwei Brüder dargestellt, der Ritter Guy de Corbeil, auch Guy du Donjon genannt († 1227), Grundherr von Trézan, und der Erzbischof von Bourges, Guillaume (Wilhelm) († 1209), der 1218 heiliggesprochen wurde. Sie sind als Liegefiguren dargestellt und werden von einer Arkade mit Dreipassbogen gerahmt. Ritter und Bischof repräsentieren die weltliche und die geistliche Macht. Die Inschrift, die am Rand der Grabplatte eingemeißelt ist, gibt den Dialog der beiden wieder. Der Ritter sagt: „Folge mir, ich beschütze dich mit meinem Schwert.“ Der Bischof entgegnet: „Was fürchtest du? Mit mir kommst du in den Himmel.“

## Grablegungsgruppe
Die Grablegungsgruppe im südlichen Seitenschiff wurde 1495 von Louis Malet de Graville für die Kapelle des Schlosses von Malesherbes in Auftrag gegeben. In den 1720er Jahren wurde die Skulpturengruppe in der Kapelle des ehemaligen Franziskanerklosters in Malesherbes aufgestellt, erst in den 1930er Jahren kam sie in die Pfarrkirche Saint-Martin. Im Jahr 1963 wurde sie restauriert. Die Grablegungsgruppe besteht aus sieben Personen. Josef von Arimathäa und Nikodemus halten das Leintuch, mit dem sie den toten Körper Jesu in das offene Grab legen. Maria, die die Hand Jesu hält, wird vom Apostel Johannes gestützt. Maria Magdalena und eine weitere Frau, die sich mit ihrem Schleier die Tränen aus den Augen wischt, halten Salbgefäße in den Händen, eine Frau hält die Dornenkrone.

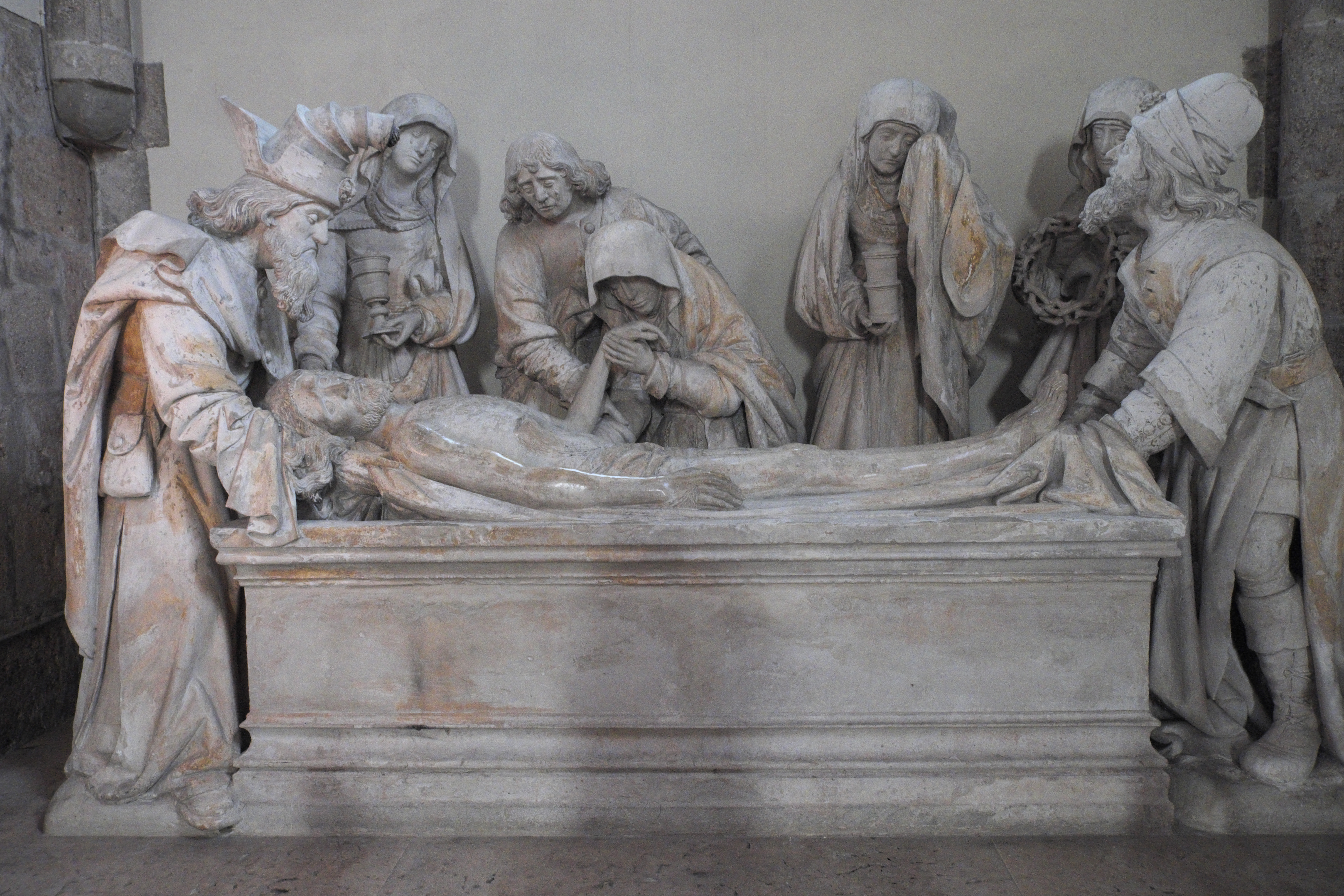
Grablegungsgruppe
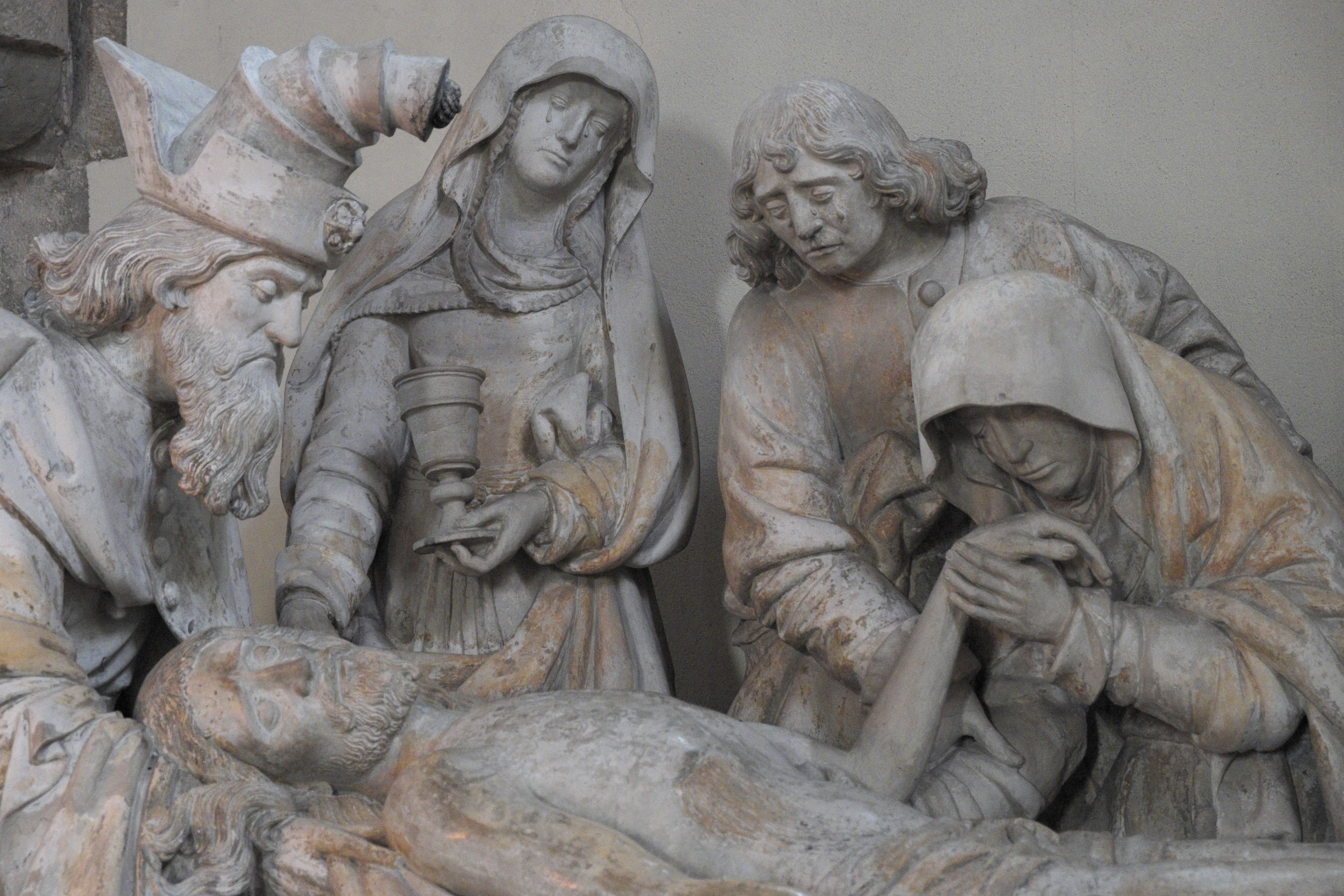
Josef von Arimathäa, Maria Magdalena, Johannes und Maria
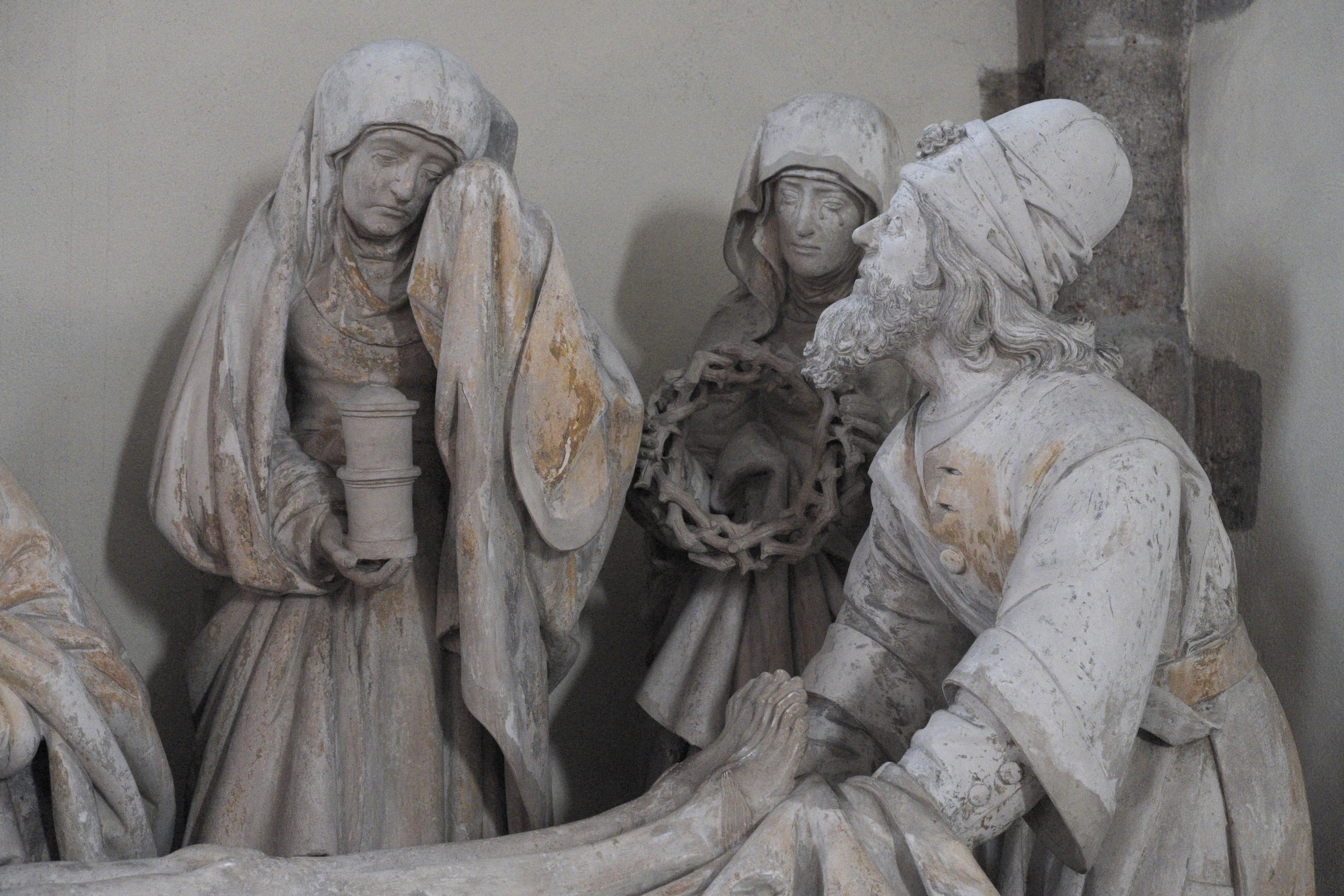
Nikodemus und zwei Frauen

## Weitere Ausstattung

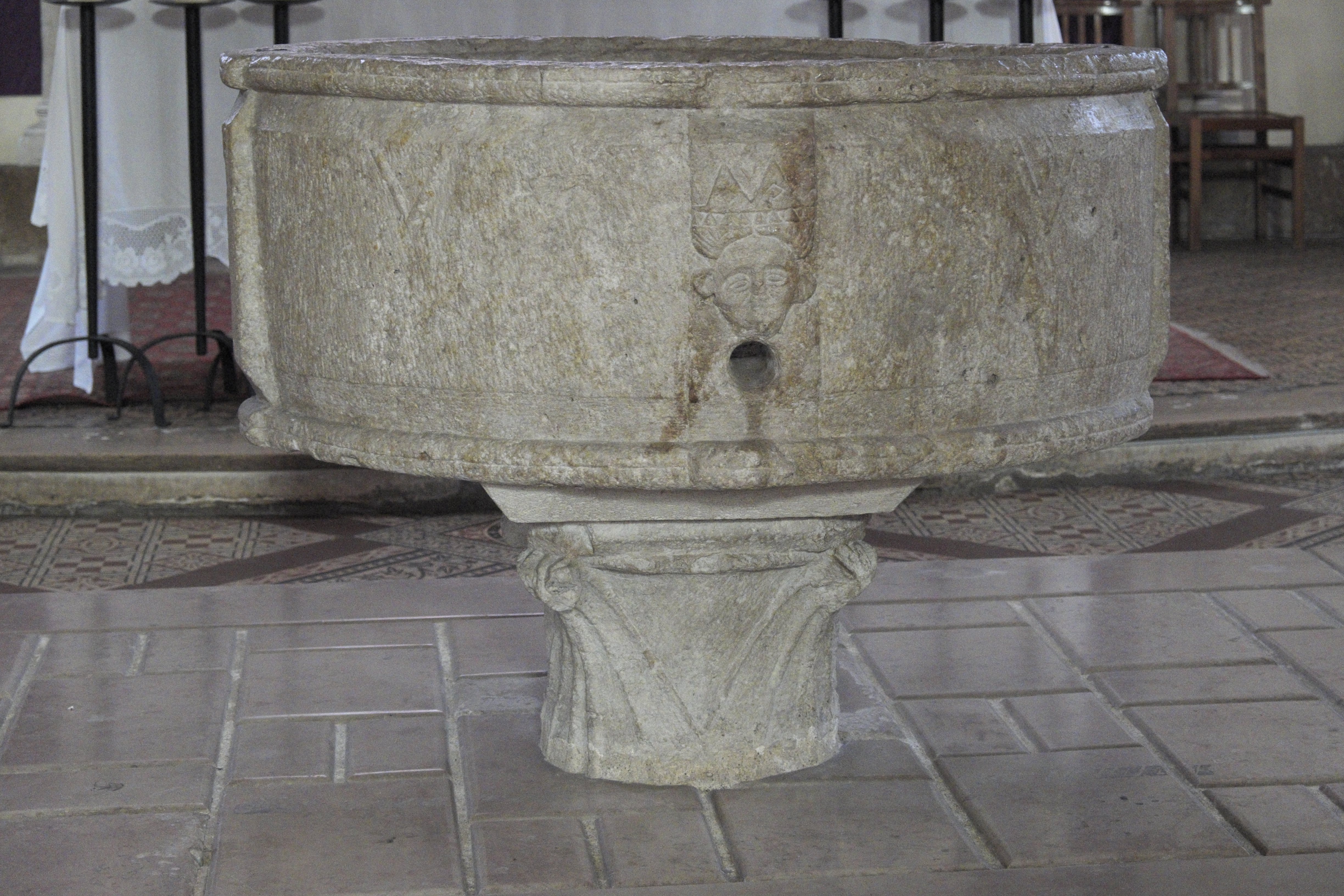
Taufbecken

- Das Taufbecken wird ins erste Viertel des 14. Jahrhunderts datiert. Über dem Ausguss ist das Relief eines Kopfes gemeißelt. Als Sockel dient ein Kapitell aus dem 13. Jahrhundert.[4]
- Über dem Altar hängt ein Kruzifix aus dem 15. Jahrhundert.
- Der holzgeschnitzte Priesterstuhl aus dem 17. Jahrhundert ist mit dem Wappen des Papstes Innozenz X. (1574–1655) verziert.[5]
- Die Schnitzfigur des heiligen Sebastian stammt aus dem 16. Jahrhundert.